# Список зниклих клубів НХЛ
Це список команд, які колись грали в НХЛ, проте зараз не існують. Він включає угруповання які переїхали до різних міст. Роки існування вказують лише період гри команди в НХЛ; вони не вказують на дати виступів клубів в інших лігах (наприклад у Всесвітній хокейній асоціації).

## Клуби, що зникли в періоді до Великої Шістки (до 1942 року)
| Команда             | Сезони    | Переїхали до                                    |
| Монреаль Вондерерс  | 1917—1918 |                                                 |
| Оттава Сенаторс     | 1917—1934 | Сент-Луїс, Міссурі (Сент-Луїс Іглс)             |
| Квебек Бульдогс     | 1919–1920 | Гамільтон, Онтаріо (Гамільтон Тайгерс)          |
| Гамільтон Тайгерс   | 1920–1925 |                                                 |
| Монреаль Марунс     | 1924–1938 |                                                 |
| Нью-Йорк Амеріканс  | 1925–1942 |                                                 |
| Піттсбург Пайратс   | 1925–1930 | Філадельфія, Пенсільванія (Філадельфія Квакерс) |
| Філадельфія Квакерс | 1930–1931 |                                                 |
| Сент-Луїс Іглс      | 1934–1935 |                                                 |

## Клуби, які змінили своє розташування після розширення 1967 року
| Команда                | Сезони    | Переїхали до                                        |
| Каліфорнія Ґолден-Сілс | 1967–1976 | Річфілд, Огайо (Клівленд Баронс)                    |
| Канзас-Сіті Скаутс     | 1974–1976 | Денвер, Колорадо (Колорадо Рокіс)                   |
| Клівленд Баронс        | 1976–1978 | об'єднано з Міннесота Норз-Старс                    |
| Атланта Флеймс         | 1972–1980 | Калгарі, Альберта (Калгарі Флеймс)                  |
| Колорадо Рокіс         | 1976–1982 | Ньюарк (Нью-Джерсі), Нью-Джерсі (Нью-Джерсі Девілс) |
| Міннесота Норз-Старс   | 1967–1993 | Даллас, Техас (Даллас Старс)                        |
| Квебек Нордікс         | 1979–1995 | Денвер, Колорадо (Колорадо Евеланш)                 |
| Вінніпег Джетс         | 1979–1996 | Глендейл, Аризона (Фінікс Койотс)                   |
| Гартфорд Вейлерс       | 1979–1997 | Ралі, Північна Кароліна (Кароліна Гаррікейнс)       |
| Атланта Трешерс        | 1999–2011 | Атланта, Джорджія (Вінніпег Джетс)                  |